# Diillo di Atene
Diillo, figlio di Fanodemo del demo di Timetade (in greco antico: Δίυλλος?, Díyllos; Atene, ... – ...; fl. 330-290 a.C.), è stato uno storico ateniese vissuto alla fine del IV secolo a.C.
Secondo Diodoro Siculo Diillo scrisse una storia della Grecia e della Sicilia in XXVI o XXVII libri, di cui restano alcuni frammenti (FGrHist 73). Sempre secondo Diodoro Siculo, questa opera storica doveva essere divisa in più parti: la seconda parte dell'opera doveva estendersi dalla presa del tempio di Delfi da parte di Filomelo all'inizio della terza guerra sacra (356 a.C.), dove si concludeva l'opera storica di Eforo di Cuma, fino alla morte di Filippo IV di Macedonia (297/296 a.C.).